# Breitenberg (Holstein)
Breitenberg è un comune tedesco del circondario di Steinburg, nella regione dello Schleswig-Holstein. Ha circa 400 abitanti.